# Gocha Jokhadze
Gocha Jokhadze, noto anche con il nome sovietico Gocha Dzhokhadze (15 dicembre 1959), è un ex calciatore georgiano, fino al 1990 sovietico, di ruolo centrocampista.

## Carriera

### Club
Durante la sua carriera ha vestito le divise di Spartak Tbilisi, Dinamo Tbilisi (e squadra riserve), Torpedo Kutaisi, Shevardeni e Dinamo Batumi. Con la Dinamo Tbilisi vince una Coppa dell'URSS nel 1979 battendo in finale la Dinamo Mosca (0-0, 5-4 ai rigori) e una Coppa delle Coppe nel 1980-1981. La Dinamo Tbilisi esclude Kastoria (0-2), Waterford United (0-5, Jokhadze gioca la partita di ritorno), West Ham (2-4), Feyenoord (3-2) e, in finale, il Carl Zeiss Jena (2-1).
Non giocando neanche una partita nel campionato del 1978 vinto dalla Dinamo Tbilisi, non risulta tra i vincitori.
Vanta 99 presenze e 9 reti nella Vysšaja Liga, 6 incontri di Umaglesi Liga, due presenze in Coppa UEFA 1982-1983 contro il Napoli (2-2, i sovietici non passarono il turno per la regola dei gol fuori casa) e una presenze in Coppa delle Coppe.

## Palmarès

### Club

#### Competizioni nazionali
- Kubok SSSR: 1

Dinamo Tbilisi: 1979

#### Competizioni internazionali
- Coppa delle Coppe: 1

Dinamo Tbilisi: 1980-1981